# Skymark Airlines
Skymark Airlines Inc.(スカイマーク株式会社 Sukaimāku Kabushiki-gaisha), (TYO: 9204 ) je japanska niskotarifna zrakoplovna tvrtka sa sjedištem u Međunarodnoj zračnoj luci Tokyo  (Haneda). Sa svojom flotom od preko 30 zrakoplova lete prema 14 destinacija isključivo unutar Japana. Kompanija je imala naručene Airbus A380 zrakoplove te je po primitku istih trebala započeti svoje međunarodne letove prema Europi i Sjevernoj Americi. Zrakoplovi su već bili u izradi kada je 2014. kompanija bog financijskih problema bila prisiljena odustati od tih zrakoplova. Trenutni najveći dioničar je izvršni direktor kompanije Shinichi Nishikubo (30.57%).

## Povijest
Skymark Airlines je utemeljen u studenome 1996. kao neovisnan zračni prijevoznik nakon deregulacije japanske zračne industrije. Prve letove su ostvarili gotovo dvije godine kasnije, u rujnu 1998. Originalno je utemeljena kao konzorcij predvođen s putničkom agencijom H.I.S., a rukovodeću funkciju je imao predsjednik agencije Hideo Sawada. U svojim početnim godinama kompanija je ostvarivala konstantne gubitke te se javila potreba za dokapitalizacijom. U kolovozu 2003. Shinichi Nishikubo je na poziv Sawade postao najveći pojedinačni dioničar kompanije s ulogom od 3,5 milijardi yena. 11. prosinca 2003. Skymark je objavio da je ostvario dobit u iznosu od 470 milijuna yena u polovici fiskalne gosine koja završava 31. listopada, što je prva ostvarena dobit kompanije od njenog osnutka.
Između 1998. i 2005. kupili su sedam Boeing 767-200 i Boeing 767-300 zrakoplova. Nekoliko Boeinga 767 je bilo obojano u specijalne boje reklamirajući druge kompanije uključujući Yahoo Japan, Microsoft i USEN. Skymark je od 2005. počeo kupovati Boeing 737-800 zrakoplove te postupno do 2009. umirovio sve svoje Boeing 767 zrakoplove.

## Flota
Skymark Airlines flota se sastoji od sljedećih zrakoplova (30.studenoga 2014.):
* J, Y+ i Y su kodovi koji označavaju klasu sjedala u zrakoplovima, a određeni su od strane Međunarodne udruge za zračni prijevoz. 

## Destinacije
- Asahikawa – Asahikawa Airport (završava 31. ožujka 2014.)
- Fukuoka – Fukuoka Airport
- Omitama, Ibaraki – Ibaraki Airport
- Ishigaki, Okinawa - New Ishigaki Airport
- Kagoshima – Kagoshima Airport
- Kitakyushu – Kitakyushu Airport
- Kobe – Kobe Airport
- Kumamoto – Kumamoto Airport (završava 31. ožujka 2014.)
- Nagasaki – Nagasaki Airport
- Naha, Okinawa – Naha Airport
- Sapporo – New Chitose Airport
- Sendai - Sendai Airport
- Tokyo
  - Haneda Airport Base
  - Narita International Airport
- Yonago - Miho-Yonago Airport

### Prošle destinacije
- Amami, Kagoshima – Amami Airport (sezonski)
- Aomori, Aomori - Aomori Airport (ljeto 2003.)
- Osaka
  - Kansai International Airport (2005. – 2006., 2012. – 2013.)
  - Osaka International Airport (1999. – 2000.)
- Tokushima - Tokushima Airport (2003. – 2006.)

### Buduće destinacije
Skymark je zatražio dozvolu za letove sa svojim budućim Airbus A380 zrakoplovima prema zračnim lukama John F. Kennedy u New Yorku i Heathrow u Londonu.